# Villa Steckner

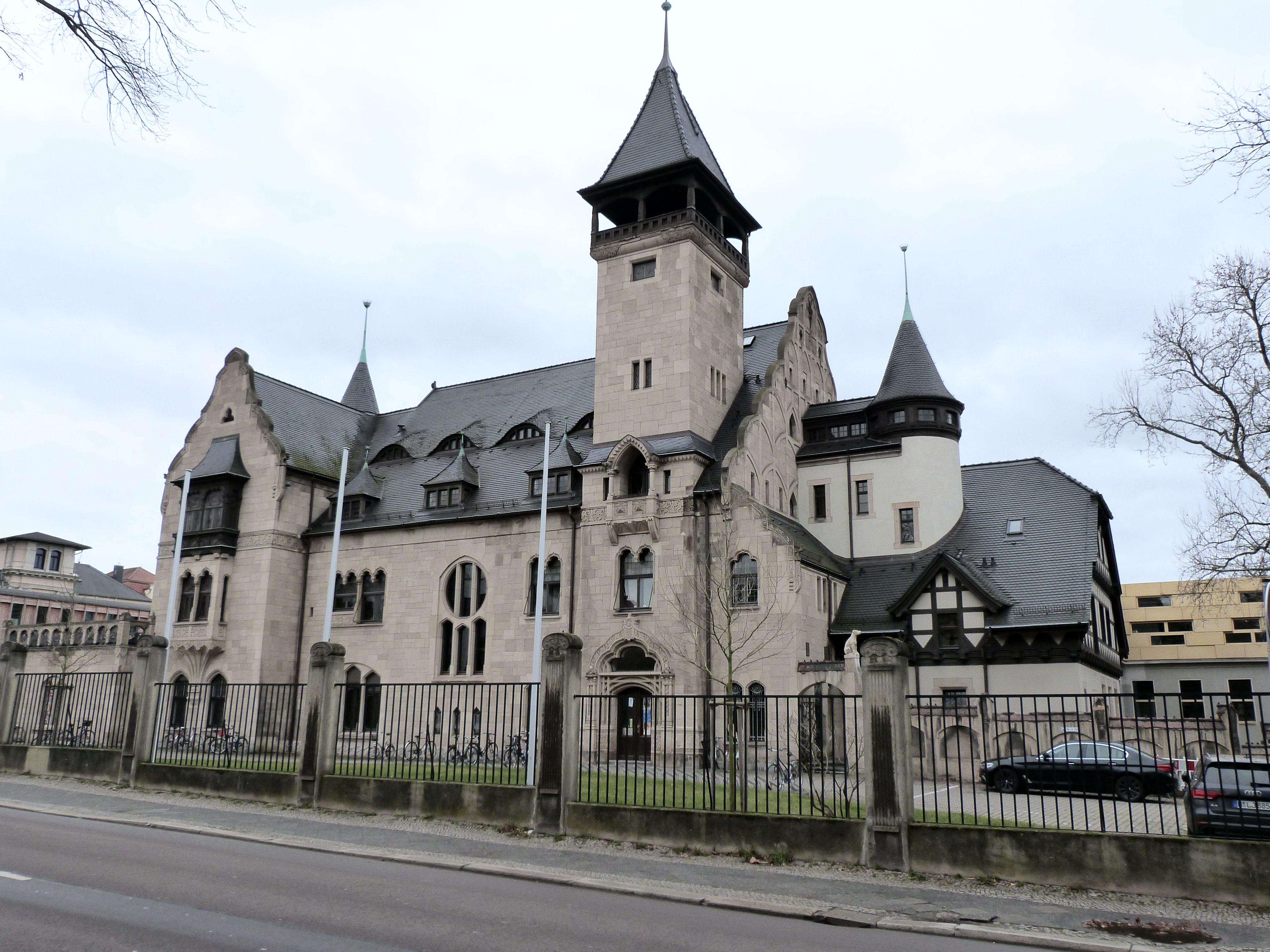
Villa Steckner, Ostseite, 2018

Die Villa Steckner in Halle (Saale), Neuwerk 7, ist ein in den Jahren 1902/1903 nach Entwürfen der Architekten Reinhold Knoch und Friedrich Kallmeyer in einer Stilmischung aus Renaissance-, Spätgotik- und Jugendstilelementen erbautes großbürgerliches Wohnhaus. Im Denkmalverzeichnis der Stadt Halle ist die Villa unter der Erfassungsnummer 094 04892 verzeichnet.

## Lage
Die Villa liegt im Stadtviertel Nördliche Innenstadt  auf einer Erhebung über dem Mühlgraben. Bis zum Jahr 1914 trug die Villa die Adresse Am Kirchtor 6, da die Anlage der Ringstraße Neuwerk zur Erbauungszeit noch in Planung war. Die Villa Steckner war der erste Villenbau, der die künftige Straße säumte. Der landschaftlich reizvolle Straßenzug mit Alleencharakter und in Hanglage, benannt nach dem mittelalterlichen Kloster Neuwerk, ist heute vorrangig von bis zum Ende der 1920er Jahre erbauten Villen und Wohnhäusern herrschaftlichen Anspruchs geprägt.

## Baugeschichte
Der Bauherr Emil Steckner war der Sohn des im Jahr 1824 in Merseburg geborenen Reinhold Steckner, der 1855 in Halle das Bankhaus Steckner gründete und zu einem der führenden Bankiers der Stadt aufstieg. Sein 1847 geborener Sohn Emil folgte ihm 1888 und übernahm, wie schon sein Vater, auch den Vorsitz der halleschen Handelskammer.
Um seinen Repräsentationspflichten angemessen nachzukommen, beschloss er den Bau eines eigenen Familiensitzes. Als Architekten wählte er Reinhold Knoch und Friedrich Kallmeyer vom renommierten „Atelier für Architektur“ aus, die schon 1888 für das Bankhaus Steckner am Markt/Ecke Kleinschmieden verantwortlich zeichneten.
Die ersten Planungen für den Bau datieren aus dem Jahr 1901. Der Rohbau war bis Juni 1903 fertiggestellt; die Schlussabnahme erfolgte am 22. März 1904. Neben dem Hauptbau wurden ein Gärtnerhaus, ein Gewächshaus sowie eine Remise errichtet. Doch auch in den Folgejahren gab es immer wieder Bauveränderungen und -ergänzungen, so unter anderen 1909 die Errichtung eines Kalthauses, 1912/13 eine massive Einfriedung zur Straße und zum Nachbargrundstück, 1925 der Umbau der Wagenremise zur Autogarage.

## Baubeschreibung
Es handelt sich um einen langgestreckten zweigeschossigen Massivbau mit Natursteinverkleidung und einer Geschossfläche von 680 m², der auf einem 23.050 m² großen, als Landschaftspark gestalteten Grundstück liegt. Der asymmetrische, pittoreske Bau ist außen mit zahlreichen Geschosssprüngen, Erkern, Giebeln, Balkonen und einem hohen Aussichtsturm versehen, was ihm eine „malerische Wirkung“ gibt. Neben reinen Renaissanceformen findet man an der Stecknerschen Villa spätgotische Elemente unter anderem am Stabwerk des Hauptportals oder am Blendmaßwerk des Nordgiebels. Jugendstilmotive sind an Tür- und Fenstergittern und der Einfriedung anzutreffen.
Die Raumanordnung ist am Außenbau ablesbar und erzeugt eine bewegte Umrisslinie. Alle Räume, wie Speisesaal, Salon, Musikzimmer, Wohnzimmer, Herrenzimmer, sind untereinander durch Türen verbunden und grenzten an eine großzügige Terrasse, die sich im Süden und Westen um das Gebäude zog. Besonderes Augenmerk wurde auf die Gestaltung der Fenster gelegt. Vielfalt wurde durch Bleiglasfenster und die Verwendung von strukturierten und geschliffenen Gläsern erreicht. Bemerkenswert ist ein Rosenmotiv, das in verschiedenen bleiverglasten Fenstern immer wieder auftritt. Die größte derartige Verglasung in dem dreigeteilten kreisförmigen Fenster und den drei darunter befindlichen schmalen Fenstern in der Straßenfront der Villa wurde während Renovierungsarbeiten im Zuge der Errichtung des hinter der Villa stehenden Anbaus durch Klarglas-Verglasungen ersetzt; die originale Verglasung wurde im Depot im Hermes-Gebäude der Burg Giebichenstein Kunsthochschule Halle eingelagert.
Im ausgebauten Dachgeschoss waren Fremdenzimmer und die Kammern für das Personal untergebracht. Das Kellergeschoss mit riesigen Vorratsräumen und einem Weinkeller bezeugte eine aufwendige Haushaltsführung.
Eine im Turm eingestellte Holztreppe führte zu einer Aussichtsplattform, die einen weiten Rundblick eröffnete. Eine Fußgängerbrücke führte über den Mühlgraben und verband den Park mit der Ziegelwiese.

## Nutzungsgeschichte
Nach dem Tod Emil Steckners 1934 wurde die Villa verschiedenen Nutzungen, auch öffentlicher Art, zugeführt. Zunächst hatte hier der Milchwirtschaftsverband Mitteldeutschland seinen Sitz. Im Jahr 1938 erwarb die Stadt Halle das Grundstück und in das Wohngebäude zogen u. a. die Mitteldeutsche Gemeindeverwaltungs- und Sparkassenschule sowie die Provinzialdienststelle Sachsen und Anhalt des Deutschen Gemeindetages ein.
Der Garten wurde der Universität als Sportplatz zur Verfügung gestellt.
1947 wurde beschlossen, in Halle das erste Industrieseminar für Betriebsfunktionäre einzurichten, für das die Villa ausgewählt wurde. Ab Beginn der 1950er Jahre waren hier die Verwaltungsschule Dessau, ein Institut für Betriebsgestaltung und die Wirtschaftsschule der VEB ansässig.
Mit den unterschiedlichen Nutzungen gingen ständig auch bauliche Veränderungen einher. So wurden im Kellergeschoss Speiseräume und im Erdgeschoss Hörsäle eingerichtet. Die Bauleitung hatte Hermann Frede inne. Seit 1951 war die Staatliche Lehranstalt für organische Chemie in der Villa untergebracht, in dessen Folge ein zweigeschossiger langgestreckter Anbau entstand.
Seit 1975 werden Grundstück und Villa von der heutigen Burg Giebichenstein Kunsthochschule Halle genutzt. Neben dem Sitz der Verwaltung ist hier der Design-Campus, einer der drei Standorte der Hochschule, angesiedelt. Ab 2003 wurden auf dem Campus umfangreiche Sanierungsarbeiten durchgeführt, so errichtete man 2015 eine neue Bibliothek.